# アンソニー・セラテリ
アンソニー・ラッセル・セラテリ（Anthony Russell Seratelli、1983年2月27日 - ）は、アメリカ合衆国・ニュージャージー州ウッドブリッジ出身の元プロ野球選手（内野手、外野手）、実業家。
祖母が日本人の日系アメリカ人である。

## 経歴

### プロ入り前
地元のニュージャージー州のオールド・ブリッジ・タウンシップにあるオールド・ブリッジ高等学校に在籍していた。この時は身長が約150cmしかなかった。当初はボウリング部に所属していたが、その後野球部に入部した。
高校卒業後、シートン・ホール大学に進学。この時には身長は約180cmあった。大学2年生の時に主将に就任した。

### 独立リーグ時代
大学卒業後は独立リーグであるフロンティアリーグのウィンディシティ・サンダーボルツと契約を結んだ。
2006年は76試合に出場し、打率.286、6本塁打、39打点を記録した。

### ロイヤルズ傘下時代
2007年2月にカンザスシティ・ロイヤルズとマイナー契約を結んだ。ルーキー級アイダホフォールズ・チュカーズで72試合に出場し、打率.327、10本塁打、46打点を記録した。
2008年はA+級ウィルミントン・ブルーソックスで110試合に出場し、打率.230、8本塁打、51打点を記録した。
2009年はA+級ウェルミントンで103試合に出場し、打率.268、3本塁打、31打点を記録した。
2010年はA+級ウェルミントンで開幕を迎え、その後AA級ノースウエストアーカンソー・ナチュラルズに昇格した。AA級では101試合に出場し、打率.254、3本塁打、39打点を記録した。
2011年はAA級ノースウエストアーカンソーで129試合に出場し、打率.282、9本塁打、64打点を記録した。シーズン中にはテキサスリーグのオールスターゲームに選出されている。オフには球団の最優秀走者を受賞。オフにはアリゾナ・フォールリーグに参加した。
2012年はAAA級オマハ・ストームチェイサーズで115試合に出場し、打率.299、17本塁打、66打点を記録した。
2013年はAAA級オマハで120試合に出場し、打率.273、11本塁打、27打点を記録した。オフにフリーエージェント(FA)となった。

### メッツ傘下時代
2014年にニューヨーク・メッツとマイナー契約を結んだ。スプリングトレーニングに招待選手として参加した。オマー・キンタニーヤと控え野手枠を争ったが敗れたため、開幕をAAA級ラスベガス・フィフティワンズで迎えた。この年はAAA級で93試合に出場し、打率.279、5本塁打、40打点を記録した。

### 西武時代
2014年12月12日に埼玉西武ライオンズと契約を結んだ。
2015年、西武では内外野をこなすユーティリティープレイヤーとして期待されたが、わずか33試合で打率.183、0本塁打、6打点と結果が残せず、10月2日に来季の契約を結ばないと発表された。10月8日に自由契約が公示された。

### 西武退団後
2015年11月16日にアリゾナ・ダイヤモンドバックスとマイナー契約を結ぶとの報道が出たが、2月3日に自身のTwitterで現役引退を表明した。西武から戦力外通告を受けた時点で引退を決断していたと報道された。現役引退後は、2013年に設立した映像制作会社「ArS*1 Productions」の経営に専念する予定。

## プレースタイル
投手、捕手以外はどこでも守れるユーティリティープレイヤーでスイッチヒッターである。

## 人物
シーズンオフには本業以外に、プロモーションビデオやミュージックビデオ制作が趣味で、2013年に「ArS*1 Productions」という映像製作会社を設立。これまで作られた映像は100本近くあるという。しかも「あまり役者も雇えないので」とセラテリ自身も俳優として数本出演している。その映像はYouTubeにも動画がアップされ、セラテリは「野球をやめたら、このビジネスを成功させたい」と語っていた。

## 詳細情報

### 年度別打撃成績
| 年 度    | 球 団    | 試 合 | 打 席 | 打 数 | 得 点 | 安 打 | 二 塁 打 | 三 塁 打 | 本 塁 打 | 塁 打 | 打 点 | 盗 塁 | 盗 塁 死 | 犠 打 | 犠 飛 | 四 球 | 敬 遠 | 死 球 | 三 振 | 併 殺 打 | 打 率 | 出 塁 率 | 長 打 率 | O P S |
| -------- | -------- | ----- | ----- | ----- | ----- | ----- | -------- | -------- | -------- | ----- | ----- | ----- | -------- | ----- | ----- | ----- | ----- | ----- | ----- | -------- | ----- | -------- | -------- | ----- |
| 2015     | 西武     | 33    | 74    | 60    | 8     | 11    | 1        | 1        | 0        | 14    | 6     | 1     | 0        | 1     | 0     | 12    | 0     | 1     | 21    | 1        | .183  | .329     | .233     | .562  |
| NPB：1年 | NPB：1年 | 33    | 74    | 60    | 8     | 11    | 1        | 1        | 0        | 14    | 6     | 1     | 0        | 1     | 0     | 12    | 0     | 1     | 21    | 1        | .183  | .329     | .233     | .562  |

- 2015年度シーズン終了時点

### 年度別守備成績
| 年 度 | 一塁 | 一塁 | 一塁 | 一塁 | 一塁 | 一塁   | 外野 | 外野 | 外野 | 外野 | 外野 | 外野   |
| 年 度 | 試合 | 刺殺 | 補殺 | 失策 | 併殺 | 守備率 | 試合 | 刺殺 | 補殺 | 失策 | 併殺 | 守備率 |
| ----- | ---- | ---- | ---- | ---- | ---- | ------ | ---- | ---- | ---- | ---- | ---- | ------ |
| 2015  | 2    | 10   | 2    | 0    | 0    | 1.000  | 16   | 21   | 0    | 0    | 0    | 1.000  |
| 通算  | 2    | 10   | 2    | 0    | 0    | 1.000  | 16   | 21   | 0    | 0    | 0    | 1.000  |

- 2015年度シーズン終了時点

### 初記録
- 初出場：2015年5月22日、対東北楽天ゴールデンイーグルス9回戦（西武プリンスドーム）、8回裏に木村文和の代打で出場
- 初打席：同上、8回裏に辛島航から二飛
- 初先発出場：2015年5月23日、対東北楽天ゴールデンイーグルス10回戦（西武プリンスドーム）、6番・右翼手で先発出場
- 初安打：同上、8回裏に戸村健次から右中間2塁打
- 初打点：2015年5月27日、対読売ジャイアンツ2回戦（東京ドーム）、3回裏に大竹寛から右前2点適時打
- 初盗塁：2015年6月3日、対中日ドラゴンズ2回戦（ナゴヤドーム）、9回表に二盗（投手：西川健太郎、捕手：加藤匠馬）

### 背番号
- 6 （2015年）